# Sadguris Moedani II
Sadguris Moedani II (gruz. სადგურის მოედანი) – stacja tbiliskiego metra należąca do linii Saburtalo. Została otwarta 15 kwietnia 1979.